# Графство Бентхайм (район)
Графство Бентхайм (нем. Grafschaft Bentheim) — район в Германии. Центр района — город Нордхорн. Район входит в землю Нижняя Саксония. 
Занимает площадь 980,75 км². Население — 134 442 чел. Плотность населения — 137,1 человек/км². Официальный код района — 03 4 56.

## История
Самая западная часть Нижней Саксонии, окружённая с трёх сторон территорией Нидерландов, занимает земли, составлявшие в Священной Римской империи графство Бентгейм. Подробнее об истории см. статью Бентгейм.

## Города и общины
Район подразделяется на 26 общин:
1. Бад-Бентхайм (15 536)
2. Нордхорн (53 026)
3. Витмаршен (10 963)

Управление Эмлихгайм
1. Эмлихгайм (6788)
2. Хогстеде (2859)
3. Лар (2184)
4. Ринге (2170)

Управление Нойенхаус
1. Нойенхаус (9685)
2. Остервальд (1167)
3. Эше (578)
4. Георгсдорф (1356)
5. Лаге (1020)

Управление Шютторф
1. Энгден (458)
2. Истерберг (615)
3. Оне (593)
4. Квендорф (576)
5. Замерн (703)
6. Шютторф (11 535)
7. Зуддендорф (1069)

Управление Ильзен
1. Ильзен (5211)
2. Вилен (614)
3. Вильзум (1632)
4. Гетело (673)
5. Гёленкамп (643)
6. Халле (651)
7. Иттербек (1799)